# Dvojzubák

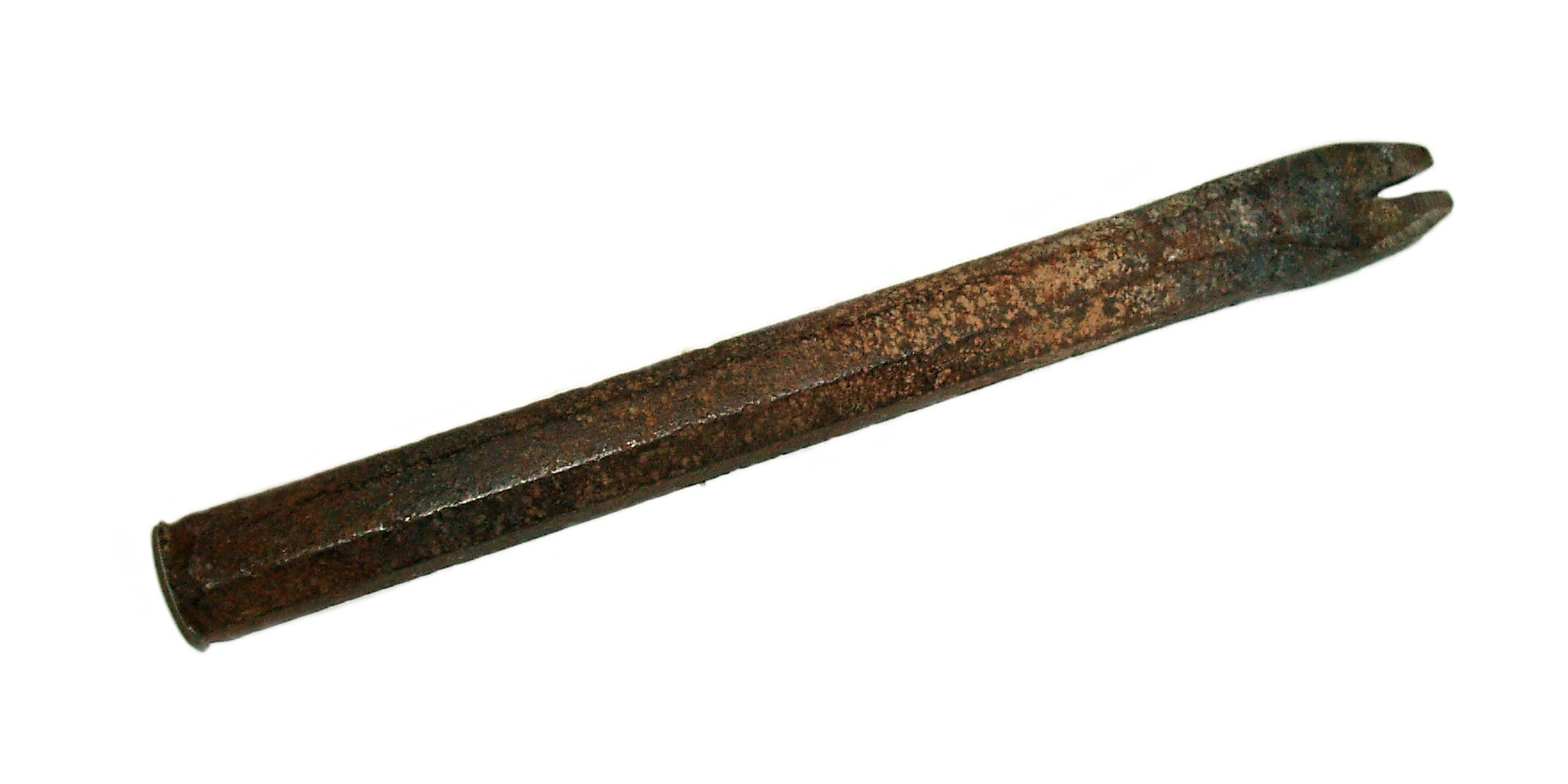
Dvojzubák

Dvojzubák (hovorově cvajšpic) je kamenický nástroj, určený k hrubému odebírání kamenného materiálu, ale již ne tak hrubému, jako kamenickou špicí. Obvykle následuje opracování kamene
zubákem.

## Nestejný význam v češtině a němčině
V němčině se tento nástroj nazývá Hundenzahn (psí zub). Výraz Zweispitz se užívá spíše pro dvourohý („napoleonský“) klobouk. Zweispitz je v němčině též kamenický nástroj odlišného tvaru, s hroty na protilehlých koncích. Výraz pronikl i do zastaralé profesní češtiny hornické a kamenické jako cvajšpic – špičák).